# Octave Houdas
Octave Victor Houdas (* 1. Oktober 1840 in Outarville (Loiret); † 5. Dezember 1916 in Paris) war ein französischer Arabist.

## Leben
Houdas unterrichtete Arabisch in Algier. 1881 verließ er Algerien nach beruflichen Querelen und begleitete René Basset bei seinen Studien in Tunesien. Nach einer zeitweiligen Rückkehr nach Algerien wurde er 1884 zum Professor für arabische Volkssprache (arabe vulgaire) an der École spéciale des langues orientales vivantes in Paris ernannt.
Seine monumentale französische Übersetzung der großen, unter dem Titel Sahīh al-Buchārī bekannten Hadith-Sammlung – an erster Stelle der kanonischen sechs großen Hadith-Sammlungen – gilt als ein Meilenstein der französischen Islamwissenschaft. Sie erschien im Rahmen der Publications de l'École des langues orientales vivantes (IVe série, vols. III-VI).
Seine Tochter Alice heiratete 1907 seinen Lieblingsschüler, den an der vorkolonialen Geschichte Afrikas interessierten Maurice Delafosse (1870 – 1926), den Houdas bei seiner Übersetzungsarbeit unterstützte.
Houdas lehrte an der L'École des Sciences Politiques und war ständiges Mitglied des Comité des travaux historiques et scientifiques und Mitglied der Société d'Ethnologie Française.

## Publikationen
- Octave Houdas, Histoire de Djouder le pêcheur, 1865; nouvelle traduction après celle de Cherbonneau et Thierry Digitalisat, re–publié chez Adolphe Jourdan, en 1908
- Octave Houdas, Cours élémentaire de langue arabe, Gavault Saint-Lager, 1875 puis 1879
- Octave Houdas, René Basset, Mission scientifique en Tunisie : 1882,[3] Fontana, Alger 1884 online
- Muḣammad ibn Muḣammad (alias Ibn ʻĀsim), Octave Victor Houdas, Félix Martel, Traité de droit musulman : La Tohfat d'Ebn Acem, Gavault Saint-Lager, 1882 Digitalisat
- Octave Victor Houdas, Ethnographie de l'Algérie, Adrien Maisonneuve, 1886 (Bibliothèque ethnographique, 5) (Digitalisat).
- Nozhet-Elhâdi. Histoire de la dynastie saadienne au Maroc. Par Mohammed Essighir Ben Elhadj Ben Abdallah Eloufrâni. (Texte arabe et traduction par Octave Houdas). Paris, E. Leroux, 1886. online
- Octave Victor Houdas, Syllabaire de la langue arabe, Maisonneuve et C. Leclerc, 1889
- Octave Houdas, Chrestomathie maghrébine, recueil de textes arabes inédits, avec vocabulaires, Ernest Leroux (Paris), 1891.
- mit Marcellin Berthelot, Chimie au moyen âge, traduction des traités de Cratès, d'el–Habîb, d'Ostanès et de Djâbir ben Hayyân (1893).
- mit William Marçais, Les traditions islamiques, 4 Bände, Publication de l'Ecole des Langues orientales, 1903 à 1914 (al-Bukhari Muammad ibn Ism'l), Les traditions islamiques, réédition, BiblioBazaar, 2009, ISBN 1-117-63451-5
- Muḥammad al-Ṣaghīr ibn al–Ḥājj, Muḥammad Ifrānī, Octave Houdas, Nozhet-Elhâdi : histoire de la dynastie saadienne au Maroc, 1511–1670, réédité par les Publications orientalistes de France, 1973.
- Histoire du sultan Djelal Ed-din Mankobirti par Mohammed en Nesawi, 1891–1895.
- (coll.), Centenaire de l'Ecole des langues orientales vivantes : Recueil de mémoires publié par les professeurs de l'école : 1795–1895 : Octave Houdas, Un jurisconsulte musulman du IIIe siècle de l'Hégire, ENLOV / Imprimerie nationale, 1895in Fragments d'une histoire des études chinoises au XVIIIe siècle – Un jurisconsulte musulman du IIIe siècle de l'Hégire (Sehnoûn) – La typographie dans les pays roumains.
- Octave Victor Houdas, Précis de grammaire arabe, J. André & Cie, 1897 Digitalisat
- Abderrahman ben Abdallah ben'Imran ben 'Amir Es-Sa'di, Tarikh es-Soudan ou Chroniques de Tombouctou, texte arabe édité et traduit par O. Houdas avec la collaboration de Edm. Benoist. 2 volumes, 1898–1900 (Digitalisate: 1 2) réédition de 1981 chez Adrien Maisonneuve. ISBN 978-2-7200-0495-7
- (Übers.) Tedhkiret en-Nisyân (1899 – 1901)
- L'islamisme. Paris 1904 (Les religions des peuples civilisés) Digitalisat